# Ташкентбаев, Муратбек
Муратбек Ташкентбаев (1891, село Уюк, Аулиеатинский уезд, Сырдарьинская область, Туркестанский край, Российская империя — 1982, Джамбулская область, Казахская ССР) — старший чабан колхоза имени Амангельды Таласского района Джамбулской области, Казахская ССР. Герой Социалистического Труда (1949).

## Биография
Родился в 1891 году в крестьянской семье в селе Уюк Аулиеатинского уезда. Происходит из племени ысты. С раннего возраста трудился в сельском хозяйстве. Во время коллективизации вступил в 1929 году в сельскохозяйственную артель, которая позднее была преобразована в колхоз имени Амангельды (с 1957 года — совхоз «Уюк») Таласского района. Трудился чабаном, в послевоенное время — старшим чабаном.
На протяжении многих лет сохранял отару без потерь, показывая высокие результаты в овцеводстве. В 1948 году вырастил по 130 ягнят от каждой сотни овцематок на общую численность курдючных маток в 400 голов на начало года. Средний живой вес к отбивке составил 41 килограмма. Указом Президиума Верховного Совета СССР от 12 июля 1949 года удостоен звания Героя Социалистического Труда за «получение высокой продуктивности животноводства в 1948 году» с вручением ордена Ленина и золотой медали «Серп и Молот» (№ 4109).
Этим же указом званием Героя Социалистического Труда были награждены председатель колхоза Жаманкара Аманбаев, труженики колхоза имени Амангельды коневод Абзелбек Бижанов и чабан Ажимбек Туткышбаев.
В последующие годы показывал высокие трудовые результаты в овцеводстве. За выдающиеся трудовые достижения по итогам работы 1957 года награждён Орденом Трудового Красного Знамени.
Трудился чабаном в совхозе до выхода на пенсию в 1959 году. Проживал в Джамбулской области. Дата смерти не установлена.
Награды
- Герой Социалистического Труда
- Орден Ленина
- Орден Трудового Красного Знамени (29.03.1958)
- Мастер социалистического животноводства Казахской ССР (1957)